# Синий цвет святого Патрика

Современный герб Ирландии по стандарту содержит в себе синий цвет святого Патрика

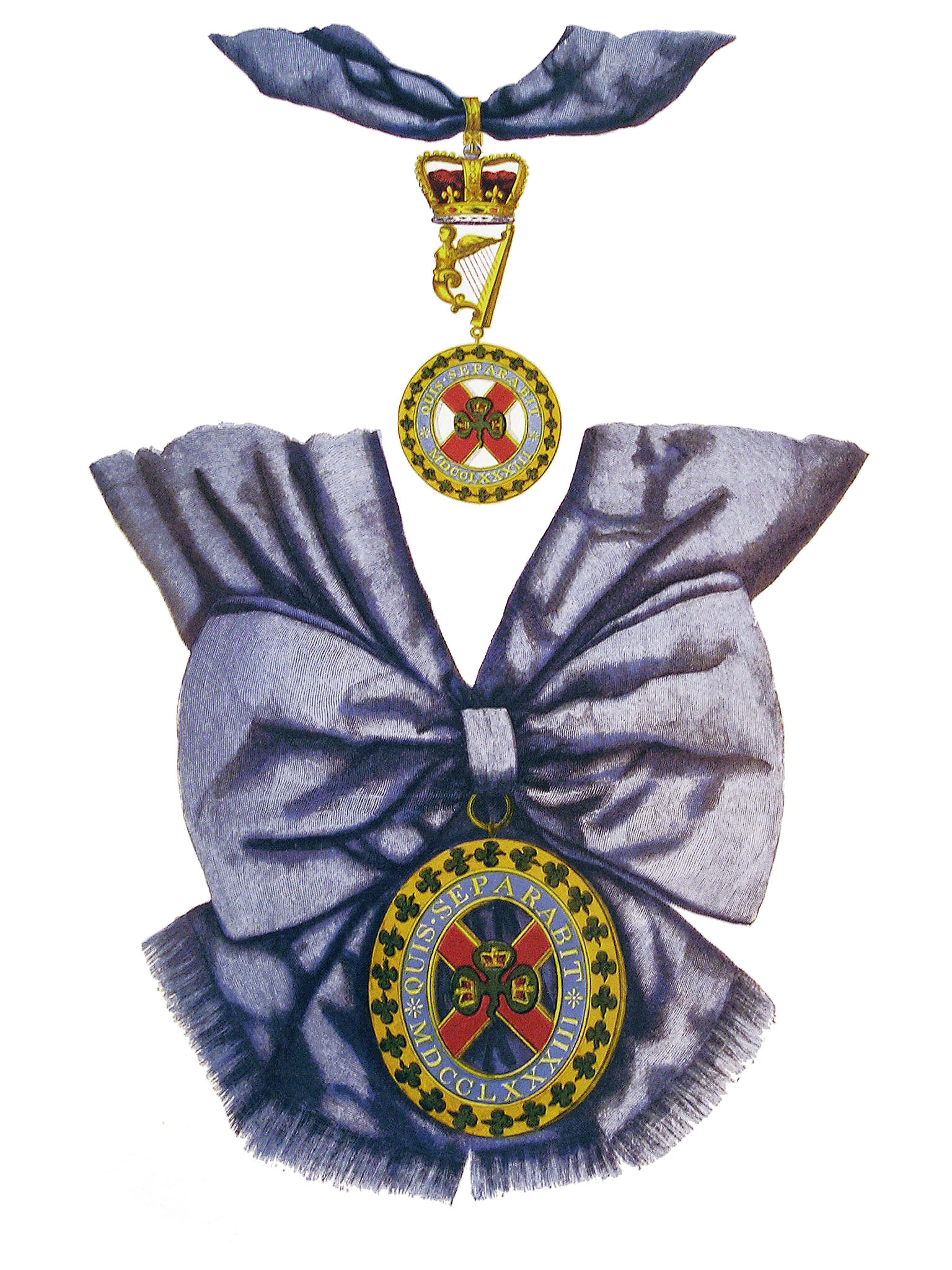
Цвет ленты Ордена святого Патрика

Синий цвет святого Патрика — оттенки синего, используемые до сих пор в качестве символа Ирландии, более светлые — в британской традиции, в цветах Ордена святого Патрика, в ирландской традиции — более тёмные цвета, используемые в современном гербе Ирландии.
В ирландской мифологии Эриу, покровительница Ирландии, изображалась женщиной в синих одеяниях. Кавалеры Ордена святого Патрика носили синие цвета по уставу; название «синий святого Патрика» было общеупотребительным названием, хотя и не использовалось официально.
Синий святого Патрика носили во время своего визита в 1868 году на «Национальном балу» принц Уэльский Альберт-Эдуард и его жена Александра Датская. Синий цвет изначально использовался в униформе Ирландской армии.